# Dominus Iesus
Dominus Iesus (hrv. Gospodin Isus) je deklaracija Kongregacije za nauk vjere koja razrađuje dogmu po kojij je Katolička Crkva jedina prava Crkva koju je utemeljio Isus Krist.
Prefekt Kongregacije za nauk vjere, kardinal Joseph Ratzinger, potpisao je Izjavu u Vatikanu, 6. kolovoza, a objavljena je 5. rujna. Izjava ima 23 broja, sa 102 bilješke.

## Sadržaj
- Uvod (brojevi 1–4)

1. Punina i konačnost Objave Isusa Krista (5–8)
2. Utjelovljeni Logos i Duh Sveti u djelu spasenja (9–12)
3. Jedincatost i sveopćost spasotvorog otajstva Isusa Krista (13–15)
4. Jedincatost i jedinstvo Crkve (16–17)
5. Crkva, Kraljevstvo Božje i Kraljevstvo Kristovo (18–19)
6. Crkva i religije u odnosu na spasenje (20–22)

- Zaključak (23)

### Članci
- Perić, Ratko. 2000. Dominus Iesus - Deklaracija o jedincatosti i spasotvornoj univerzalnosti Krista i Crkve. Vrhbosnensia. Univerzitet u Sarajevu – Katolički bogoslovni fakultet. Sarajevo. 4 (2): 329–339